# Zacualtipán de Ángeles
Zacualtipan de Ángeles è un comune del Messico, situato nello stato di Hidalgo.